# José Durand Laguna
José Durand Laguna (Buenos Aires, 1885. november 7. – Asunción, 1965. február 1.), argentin válogatott labdarúgó, edző.
Az argentin válogatott tagjaként részt vett az 1916-os Dél-amerikai bajnokságon.
Paraguay válogatottját szövetségi kapitányként két alkalommal is irányította, többek között az 1930-as világbajnokságon, illetve az 1921-es és az 1929-es Dél-amerikai bajnokságon.